# عبدالله العمرانی
عبدالله العمرانی (انگلیسی: Abdallah Lamrani؛ زادهٔ ۱ ژانویه ۱۹۴۶ - درگذشته ۱۴ آوریل ۲۰۱۹) بازیکن سابق فوتبال اهل مراکش است.
وی عضو تیم ملی فوتبال مراکش در جام جهانی فوتبال ۱۹۷۰ بوده است.